# Campionatul Mondial de Atletism din 2023 - Aruncarea ciocanului (feminin)

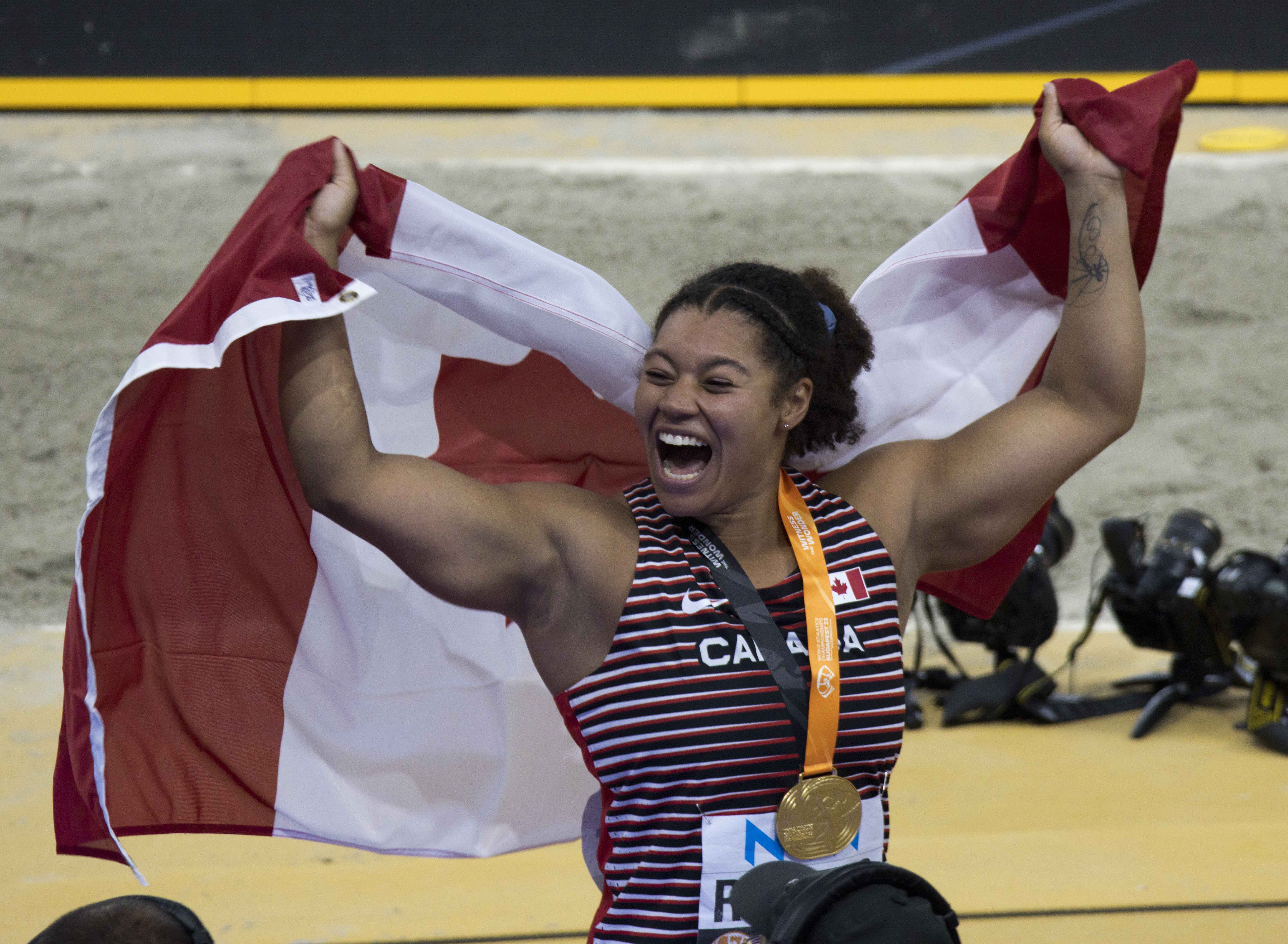
WKBO3897 hammer W final Rogers

Proba feminină de aruncare a ciocanului de la Campionatul Mondial de Atletism din 2023 a avut loc în perioada 23-24 august 2023 pe Centrul Național de Atletism din Budapesta, Ungaria.

## Program
Ora este ora Ungariei (UTC+1)
| Dată      | Oră   | Etapă              |
| --------- | ----- | ------------------ |
| 23 august | 19:00 | Calificări Grupa A |
| 23 august | 20:35 | Calificări Grupa B |
| 24 august | 20:15 | Finala             |

## Rezultate

### Calificări
În finală s-au calificat toți sportivii care au aruncat ciocanul la distanța de 73,0m (C) sau cele mai bune 12 performanțe (c).
| Loc | Grupă | Nume                    | Țară                       | Rundă | Rundă | Rundă | Cea mai bună performanță | Note  |
| Loc | Grupă | Nume                    | Țară                       | 1     | 2     | 3     | Cea mai bună performanță | Note  |
| --- | ----- | ----------------------- | -------------------------- | ----- | ----- | ----- | ------------------------ | ----- |
| 1   | A     | Hanna Skydan            | Azerbaidjan                | 77.10 |       |       | 77.10                    | C, RN |
| 2   | A     | DeAnna Price            | Statele Unite ale Americii | 76.25 |       |       | 76.25                    | C     |
| 3   | B     | Silja Kosonen           | Finlanda                   | x     | 74,19 |       | 74,19                    | C, PB |
| 4   | A     | Camryn Rogers           | Canada                     | 70,97 | 73,95 |       | 73,95                    | C     |
| 5   | B     | Bianca Ghelber          | România                    | 73,67 |       |       | 73,67                    | C     |
| 6   | A     | Sara Fantini            | Italia                     | 73,28 |       |       | 73,28                    | C, SB |
| 7   | A     | Zhao Jie                | China                      | 69,13 | 73,23 |       | 73,23                    | C, PB |
| 8   | B     | Janee Kassanavoid       | Statele Unite ale Americii | 71,04 | x     | 72,70 | 72,70                    | c     |
| 9   | A     | Malwina Kopron          | Polonia                    | x     | 71,48 | 72,35 | 72,35                    | c, SB |
| 10  | A     | Wang Zheng              | China                      | 66,73 | 71,93 | 71,08 | 71,93                    | c     |
| 11  | B     | Anna Purchase           | Marea Britanie             | 70,99 | 71,31 | 67,76 | 71,31                    | c     |
| 12  | B     | Katrine Koch Jacobsen   | Danemarca                  | 70,63 | 71,25 | 70,32 | 71,25                    | c     |
| 13  | B     | Anita Włodarczyk        | Polonia                    | 70,36 | 71,17 | 67,76 | 71,17                    |       |
| 14  | B     | Rosa Andreina Rodríguez | Venezuela                  | 68,57 | x     | 70,81 | 70,81                    |       |
| 15  | A     | Suvi Koskinen           | Finlanda                   | 67,78 | 70,81 | 67,83 | 70,81                    |       |
| 16  | B     | Ji Li                   | China                      | 70,59 | 69,17 | 68,86 | 70,59                    |       |
| 17  | B     | Alexandra Tavernier     | Franța                     | 70,19 | x     | 69,42 | 70,19                    |       |
| 18  | A     | Stephanie Ratcliffe     | Australia                  | 69,87 | 66,93 | 67,97 | 69,87                    |       |
| 19  | B     | Aleksandra Śmiech       | Polonia                    | 67,33 | x     | 69,76 | 69,76                    |       |
| 20  | A     | Charlotte Payne         | Marea Britanie             | 64,56 | 69,32 | 69,57 | 69,57                    |       |
| 21  | B     | Beatrice Nedberge Llano | Norvegia                   | 69,11 | 67,98 | 66,57 | 69,11                    |       |
| 22  | B     | Grete Ahlberg           | Suedia                     | 68,51 | 66,94 | 69,05 | 69,05                    |       |
| 23  | A     | Krista Tervo            | Finlanda                   | x     | 67,53 | 68,00 | 68,00                    |       |
| 24  | A     | Rose Loga               | Franța                     | x     | 67,95 | x     | 67,95                    |       |
| 25  | B     | Brooke Andersen         | Statele Unite ale Americii | x     | x     | 67,72 | 67,72                    |       |
| 26  | A     | Stamatia Scarvelis      | Grecia                     | 67,51 | 67,53 | x     | 67,53                    |       |
| 27  | B     | Jillian Weir            | Canada                     | 65,97 | 65,14 | 67,48 | 67,48                    |       |
| 28  | A     | Lauren Bruce            | Noua Zeelandă              | 67,10 | 67,04 | x     | 67,10                    |       |
| 29  | A     | Laura Redondo           | Spania                     | 66,87 | 66,95 | 66,29 | 66,95                    |       |
| 30  | B     | Oyesade Olatoye         | Nigeria                    | x     | 66,92 | 65,76 | 66,92                    |       |
| 31  | B     | Iryna Klymets           | Ucraina                    | 65,69 | 66,87 | x     | 66,87                    |       |
| 32  | A     | Mayra Gaviria           | Columbia                   | 66,14 | 66,82 | 65,25 | 66,82                    |       |
| 33  | B     | Réka Gyurátz            | Ungaria                    | 65,25 | 66,81 | x     | 66,81                    |       |
| 34  | A     | Martina Hrašnová        | Slovacia                   | 57,17 | 64,83 | 66,28 | 66,28                    |       |
| 35  | B     | Nayoka Clunis           | Jamaica                    | x     | 58,10 | x     | 58,10                    |       |
| 36  | A     | Jillian Shippee         | Statele Unite ale Americii | x     | x     | x     | FM                       |       |

### Finala
Finala s-a disputat pe 24 august.
| Loc | Nume                  | Țară                       | Rundă | Rundă | Rundă | Rundă | Rundă | Rundă | Cea mai bună performanță | Note |
| Loc | Nume                  | Țară                       | 1     | 2     | 3     | 4     | 5     | 6     | Cea mai bună performanță | Note |
| --- | --------------------- | -------------------------- | ----- | ----- | ----- | ----- | ----- | ----- | ------------------------ | ---- |
| 1   | Camryn Rogers         | Canada                     | 77,22 | 77,07 | 76,75 | 75,68 | 76,72 | 74,92 | 77,22                    |      |
| 2   | Janee Kassanavoid     | Statele Unite ale Americii | x     | 76,00 | 76,36 | 73,13 | 75,27 | 75,06 | 76,36                    |      |
| 3   | DeAnna Price          | Statele Unite ale Americii | x     | x     | 73,28 | 72,62 | 75,41 | 73,98 | 75,41                    |      |
| 4   | Hanna Skydan          | Azerbaidjan                | 74,18 | x     | 73,67 | x     | 68,76 | 72,91 | 74,18                    |      |
| 5   | Silja Kosonen         | Finlanda                   | 73,89 | x     | 72,59 | x     | x     | 73,43 | 73,89                    |      |
| 6   | Sara Fantini          | Italia                     | 71,94 | 73,85 | 69,42 | 71,79 | 71,82 | x     | 73,85                    | SB   |
| 7   | Bianca Ghelber        | România                    | x     | x     | 73,58 | 72,35 | 73,70 | 72,46 | 73,70                    |      |
| 8   | Wang Zheng            | China                      | 70,29 | 72,14 | x     | x     | x     | x     | 72,14                    |      |
| 9   | Katrine Koch Jacobsen | Danemarca                  | 69,89 | 71,33 | 70,04 |       |       |       | 71,33                    | SB   |
| 10  | Zhao Jie              | China                      | 69,87 | 70,29 | x     |       |       |       | 70,29                    |      |
| 11  | Anna Purchase         | Marea Britanie             | x     | 68,82 | 70,29 |       |       |       | 70,29                    |      |
|     | Malwina Kopron        | Polonia                    | x     | x     | x     |       |       |       | FM                       |      |